# Show Me Love (chanson de t.A.T.u.)
Singles de t.A.T.u.
All the Things She Said
(2002) Not Gonna Get Us
(2003)
Clip vidéo
[vidéo] « Show Me Love (live à St-Pétersbourg, 2006) », sur YouTube
Show Me Love est une chanson du duo féminin russe t.A.T.u. extraite de leur premier album anglais 200 km/h in the Wrong Lane, sorti en 2002.
C'est l'adaptation anglaise d'une chanson intitulée Ia tvoïa ne pervaïa (russe : Я твоя не первая, « Je ne suis pas ta première [fille] ») du premier album russe de t.A.T.u. (2001).
En Pologne, cette chanson est sortie en single promotionnel (en 2002).

## Classements
| Classement (2002) | Meilleure position |
| ----------------- | ------------------ |
| Pologne (30 ton)  | 6                  |